# STS-66
إس تي إس-66 (بالإنجليزية: STS-66)‏ الرحلة السادسة والستون ضمن برنامج مكوك الفضاء لوكالة ناسا، والرحلة الثالثة عشر على متن مكوك الفضاء أتلانتيس، انطلقت الرحلة في 3 نوفمبر 1994 من مركز كينيدي للفضاء ، وهبطت بتاريخ 14 نوفمبر في قاعدة إدواردز الجوية، بعد أحد عشر يوماً مكثتها الرحلة في الفضاء، خلال الرحلة تم جمع بيانات عن استغلال الشمس في توليد الطاقة، ودراسة التركيب الكيميائي للغلاف الجوي، وجمع معلومات عن طبقة الأوزون، بلغ عدد الرواد المشاركين في الرحلة ستة رواد.